# Rendez-vous de juillet
Pour plus de détails, voir Fiche technique et Distribution.
Rendez-vous de juillet est un film français réalisé par Jacques Becker et sorti en 1949.

## Synopsis
Les problèmes amoureux et les aspirations professionnelles d'une bande de jeunes dans le Paris de l'après-guerre, entre la préparation d'une expédition africaine, les répétitions théâtrales et les soirées dans les cabarets de jazz.

## Fiche technique
- Titre : Rendez-vous de juillet - Titre primitif : Petit monde où vas-tu ?
- Réalisation : Jacques Becker
- Assistants réalisateur : Marcel Camus et Claude Clément-Bayle
- Scénario : Jacques Becker, Maurice Griffe
- Adaptation et dialogue : Jacques Becker
- Décors : Robert-Jules Garnier
- Costumes : Catherine "Théâtre" et Carven "Robes"
- Photographie : Claude Renoir
- Son : Antoine Archimbaud
- Musique : Jean Wiener - Orchestre dirigé par Ernest Guillou
  - Musique de jazz : Claude Luter, Mezz Mezzrow avec Rex Stewart, Bernard Peiffer
  - Chant : Simone Langlois
- Montage : Marguerite Renoir, assistée de Geneviève Vaury
- Production : UGC - Société Nouvelle des Etablissements Gaumont
- Distribution : A.G.D.C
- Tournage du 7 février au 15 juillet 1949, dans les studios Francoeur et pour les extérieurs à Paris et aéroport de Toussus-Le-Noble
- Format : Son mono (Klang-Film) - Noir et blanc - 35 mm  - 1,37:1
- Genre : Comédie dramatique
- Durée : 96 minutes
- Date de sortie : France - 6 décembre 1949

## Distribution
- Daniel Gélin : Lucien Bonnard
- Nicole Courcel : Christine Courcel
- Brigitte Auber : Thérèse Richard
- Maurice Ronet : Roger Moulin ("doublé" à la trompette par Rex Stewart)
- Pierre Trabaud : Pierre Rabut dit « Pierrot »
- Philippe Mareuil : François Courcel, le frère de Christine
- Bernard Lajarrige : Guillaume Rousseau, metteur en scène
- Louis Seigner : monsieur Levase, professeur d'art dramatique
- Gaston Modot : le professeur du Musée de l'Homme
- Robert Lombard : un ami de Lucien
- Michel Barbey : un ami de Lucien
- Jacques Fabbri : Bernard, un membre de l'expédition
- Francis Mazière : Frédéric, un membre de l'expédition
- Paul Lambert : un membre de l'expédition
- Pierre Mondy : un élève du cours d'art dramatique
- Capucine : une amie de Pierre
- Louisa Colpeyn : Betty
- Rex Stewart : lui-même
- Claude Luter : lui-même
- Charles Camus : monsieur Bonnard, père de Lucien
- Yvonne Yma : madame Bonnard, la mère de Lucien
- Robert Le Béal : Jean Bonnard, frère de Lucien
- Paul Barge : monsieur Rabut, le père de Pierrot
- Émile Ronet : monsieur Moulin, le père de Roger
- Simone Jarnac : madame Courcel, la mère de Christine et François
- Léon Bary : l'amant de madame Courcel
- Marcel Charvey : le pilote de l'avion
- Denise Péronne : la cliente du salon de coiffure
- Colette Régis : la directrice du cabinet du ministre
- Jean-Louis Allibert
- Françoise Arnoul
- Alexandre Astruc
- René Berthier
- Georges Bréhat
- Nicky Chanières
- Jacques Hilling
- Jacques Muller
- Georges Pierre
- Jean Pommier
- Jacques Denoël
- Albert Malbert
- Henri Belly
- Maria Riquelme
- Annie Noël
- Paul Villé
- Georges Scey
- Lucien Mancini
- Paule de Breuil
- Nicole Rozan
- Yette Lucas
- Louis de Funès (rôle coupé au montage)[1]

## Genèse
Rendez-vous de juillet est inspiré de faits réels : Jacques Becker découvrait, à travers ses enfants, une génération qui ressemblait à la sienne. Il se rend au Caveau des Lorientais, une boîte de jazz de Saint-Germain-des-Prés, où officie Claude Luter qui déclenche alors les passions, et lui demande de jouer son propre rôle.[réf. souhaitée]
L'expédition africaine a également eu lieu. Après avoir réuni les fonds nécessaires, Jacques Dupont, étudiant de l'IDHEC, s'était associé avec quelques-uns de ses condisciples pour se rendre en Afrique d'où ils rapporteront trois films : Voyage au pays des pygmées, Danses congolaises, et Pirogues sur l'Ogooué. Francis Mazière, qui avait participé à l'expédition, sera en particulier chargé de la décoration du film.

## Distinctions
- Prix Louis-Delluc en 1949
- Prix Méliès en 1950
- Sélection officielle en compétition au Festival de Cannes 1949[2].